# Surduc, Cluj
Surduc (în maghiară Járaszurduk) este un sat în comuna Iara din județul Cluj, Transilvania, România.

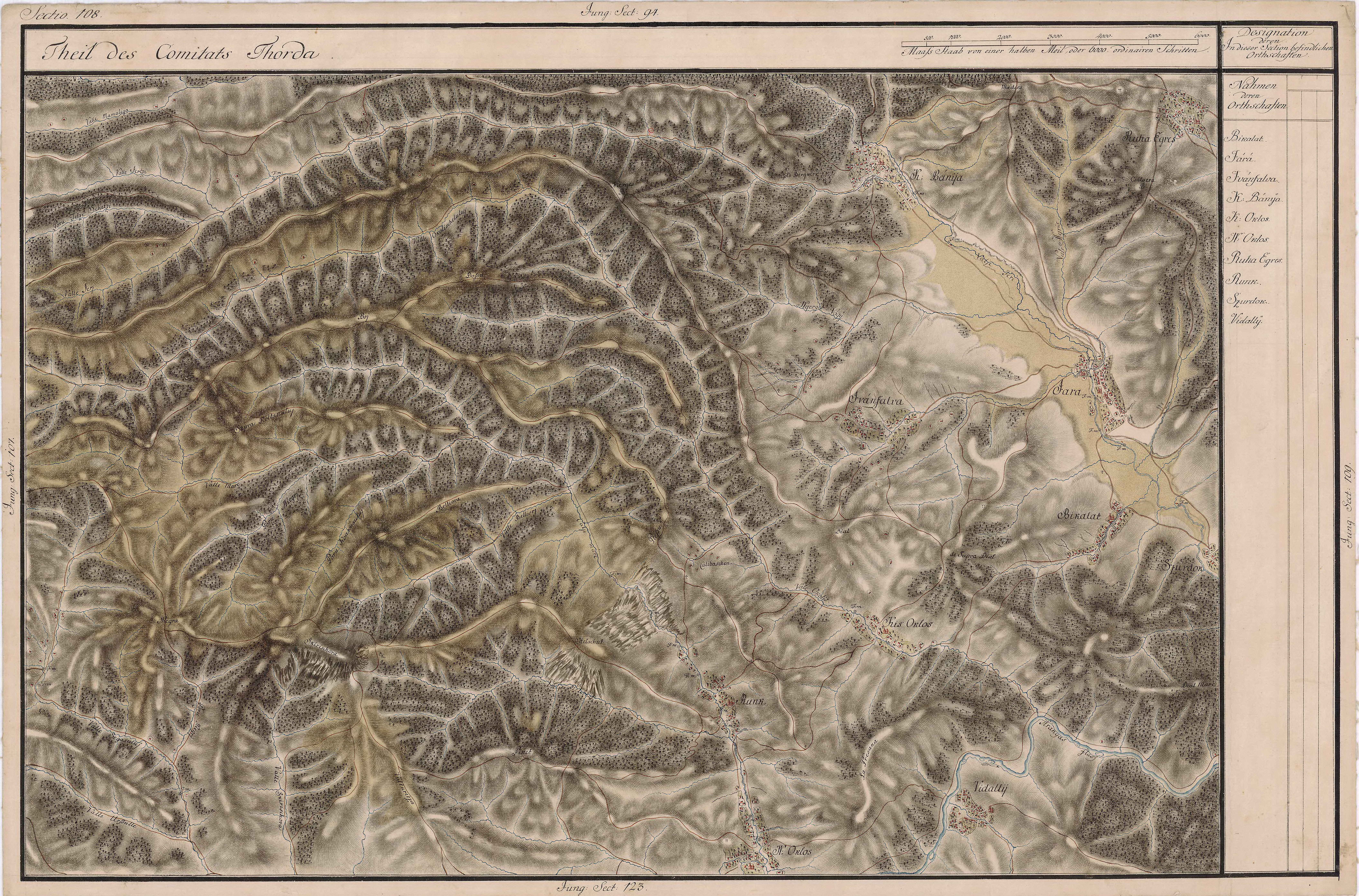
Surduc pe Harta Iosefină a Transilvaniei, 1769-1773

## Istoric
Pe Harta Iosefină a Transilvaniei din 1769-1773 (Sectio 109) satul Surduc apare sub numele de Szurdok. La nord de sat pe hartă este marcat prin semnul π locul public de pedepsire a delicvenților în perioada medievală.

## Date geografice
Altitudinea medie: 443 m.

## Lăcașuri de cult
- Biserica din lemn „Sf. Arhangheli Mihail și Gavril" (sec. XVIII), cu poartă din 1758.

## Obiectiv memorial
Groapa comună a eroilor români, maghiari și ruși din cel De-al Doilea Război Mondial, realizată în anul 1944, este amplasată în cimitirul satului și are o suprafață de 10 mp. În cadrul acesteia au fost înhumați 49 de militari români, 4 maghiari și 2 ruși. 

## Galerie de imagini

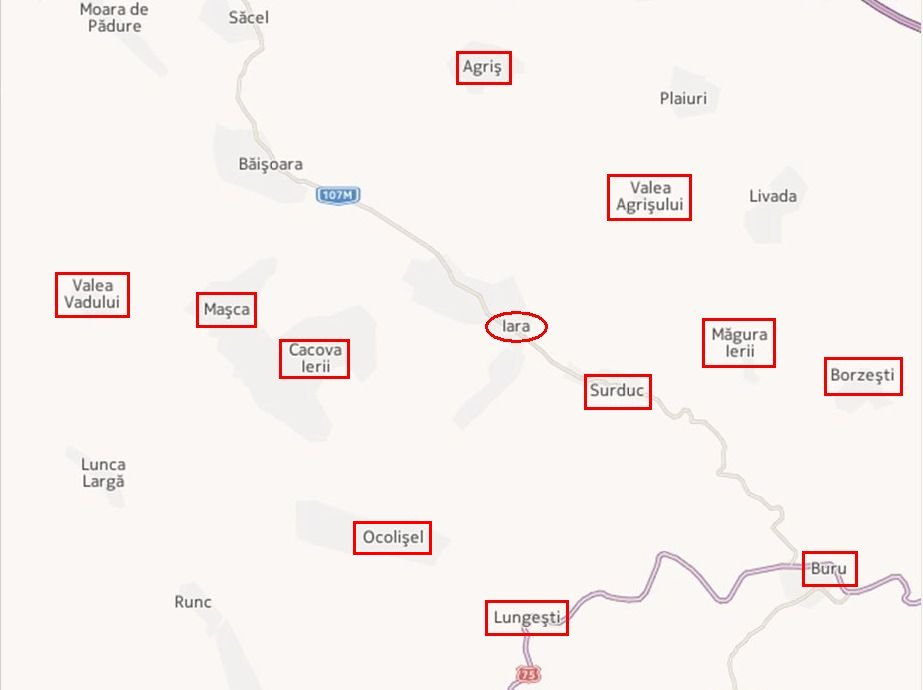
Comuna Iara și satele componente